# Хаустон (Мисисипи)
Хаустон (енгл. Houston) град је у америчкој савезној држави Мисисипи.

## Демографија
По попису из 2010. године број становника је 3.623, што је 456 (-11,2%) становника мање него 2000. године.
| Група             | 2000.         | 2010.         |
| Белци             | 2.359 (57,8%) | 1.802 (49,7%) |
| Афроамериканци    | 1.492 (36,6%) | 1.501 (41,4%) |
| Азијати           | 7 (0,2%)      | 26 (0,7%)     |
| Хиспаноамериканци | 209 (5,1%)    | 262 (7,2%)    |
| Укупно            | 4.079         | 3.623         |